# Nederrijnse gotiek
Nederrijnse gotiek is een variant van de gotiek die voorkomt in de Nederrijnregio en in het midden en oosten van Nederland.

## Stijlkenmerken
Kenmerkend voor de Nederrijnse gotiek zijn het gebruik van baksteen — de stijl wordt in het Duits daarom ook wel niederrheinische Backsteingotik genoemd — en de vaak rijkelijke versieringen in de vorm van nissen en balustrades. De torens hebben vaak een 'zacht' silhouet door de vele details en de weinig uitdrukkelijke, of soms geheel ontbrekende, steunberen. Een standaardkenmerk dat ook bij eenvoudiger (dorps)kerken wordt aangetroffen is de enigszins verdiept liggende spitsboog in het torenfront met daarin de ingangspartij en een hoog spitsboogvenster. De Sint-Victor Dom in Xanten is het eerste voorbeeld van deze stijl. Andere voorbeelden in Duitsland zijn Sint-Antoniuskerk in Hau, de St. Nicolaikerk in Kalkar, de Stiftskerk in Kleef, de Sint-Willibrordkathedraal in Wesel en de Sint-Maria Magdalenakerk in Goch.
In Nederland is de Nederrijnse gotiek aan te treffen in het midden en het oosten van het land, met name in de provincies Gelderland en Overijssel, in mindere mate ook in de provincie Utrecht. Belangrijke voorbeelden zijn de Sint-Eusebiuskerk in Arnhem, de Sint-Maartenkerk in Zaltbommel, Sint-Nicolaaskerk op Kampen en de Sint-Walburgis in Zutphen.

## Nederrijnse gotiek in de neogotiek
In de negentiende en het begin van de 20e eeuw (van 1830 tot 1920) ondervond de gotiek een internationale herleving als neogotiek. In Nederland werd de Nederrijnse gotiek door het invloedrijke St. Bernulphusgilde beschouwd als de ultieme inheemse katholieke bouwstijl. Deze Utrechtse school binnen de neogotiek stond tegenover de meer internationaal georiënteerde school rond Pierre Cuypers en diens volgelingen. De belangrijkste architect van de Utrechtse School was Alfred Tepe, die met name in het bisdom Utrecht talloze katholieke kerken bouwde.

## Afbeeldingen

### Nederrijnse gotiek in Duitsland

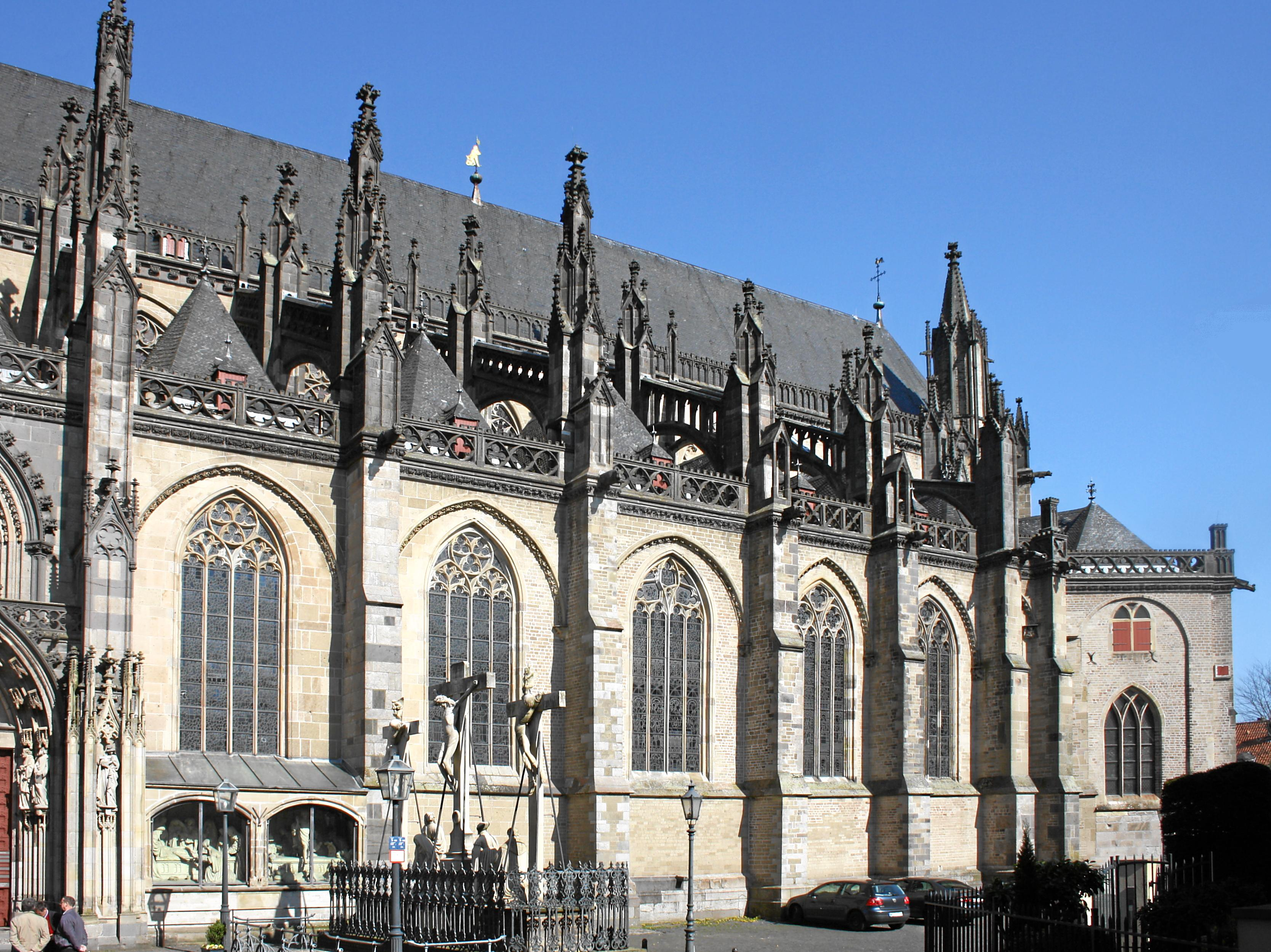
Sint-Viktor Dom, Xanten
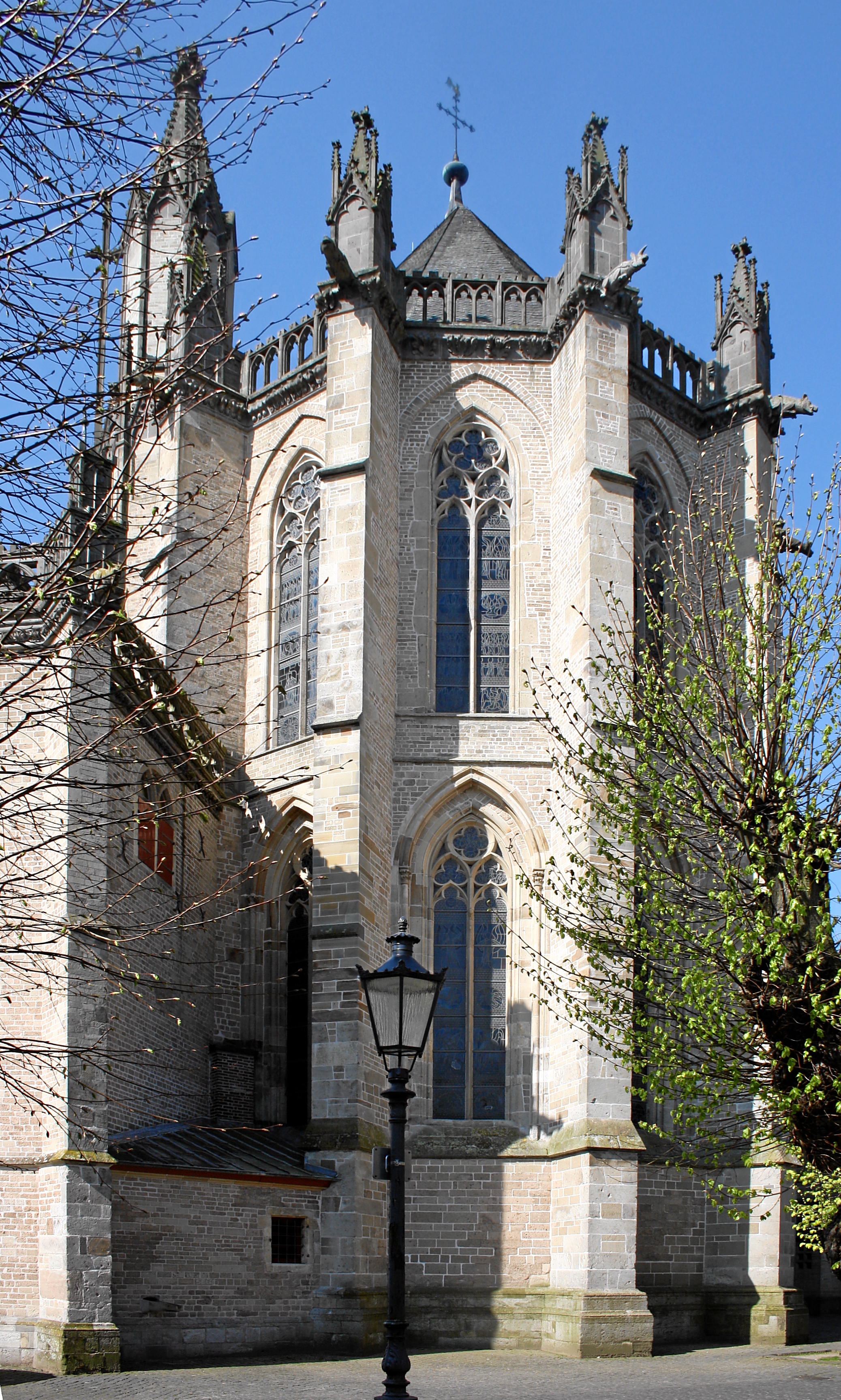
Sint-Viktor Dom, Xanten
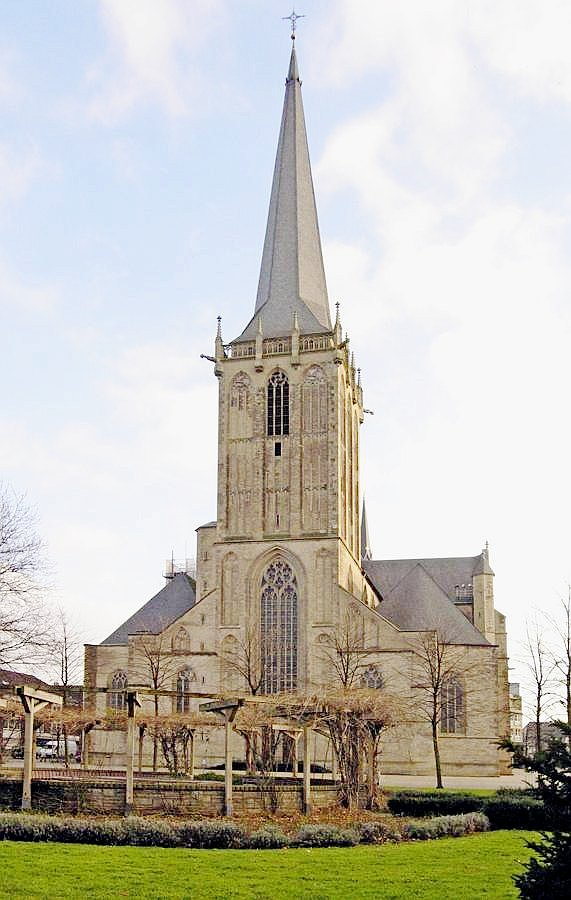
Sint-Willibrordus Dom, Wesel
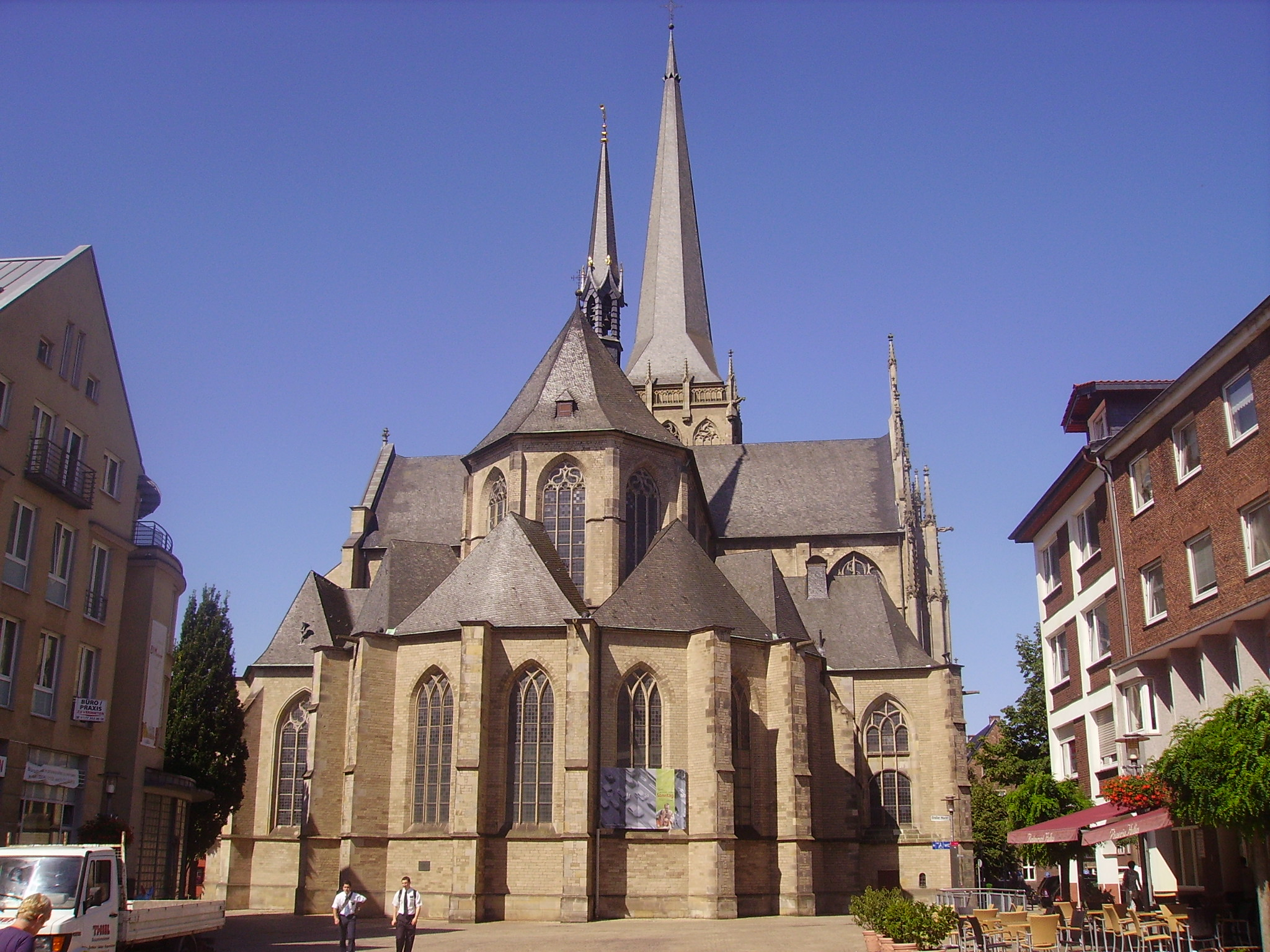
Sint-Willibrordus Dom, Wesel
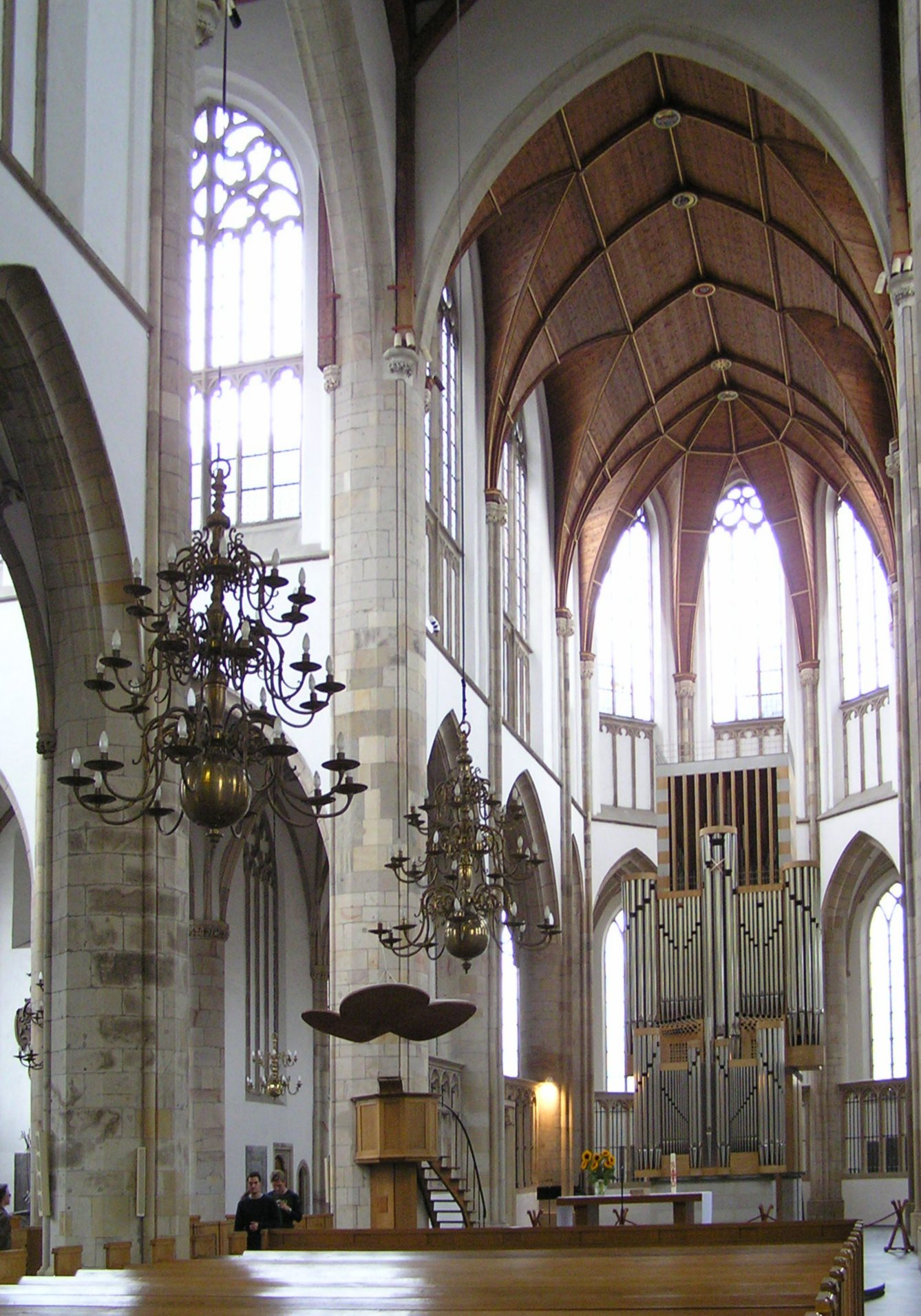
Sint-Willibrordus Dom, Wesel
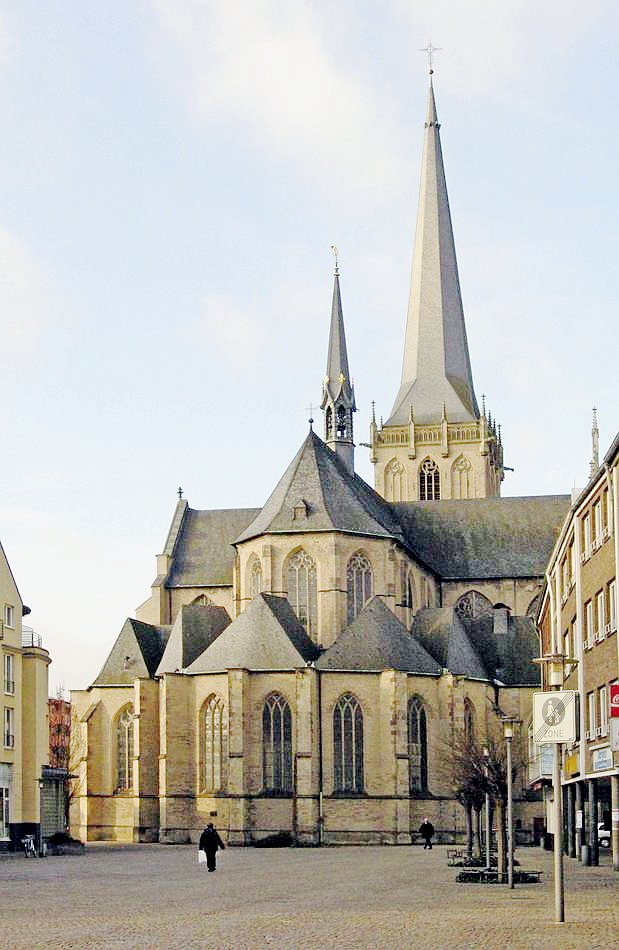
Sint-Willibrordus Dom, Wesel

### Nederrijnse gotiek in Nederland

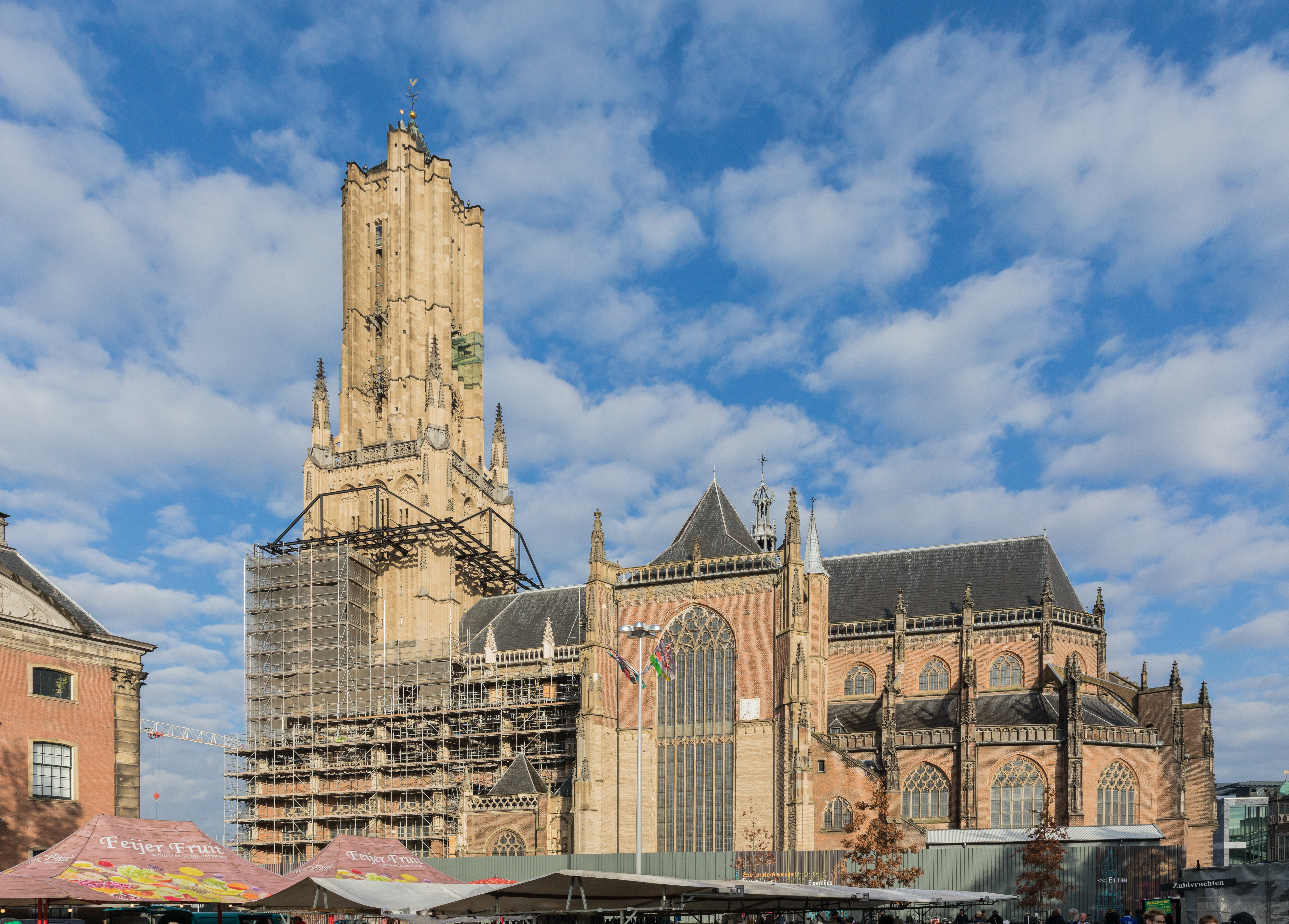
Sint-Eusebiuskerk, Arnhem
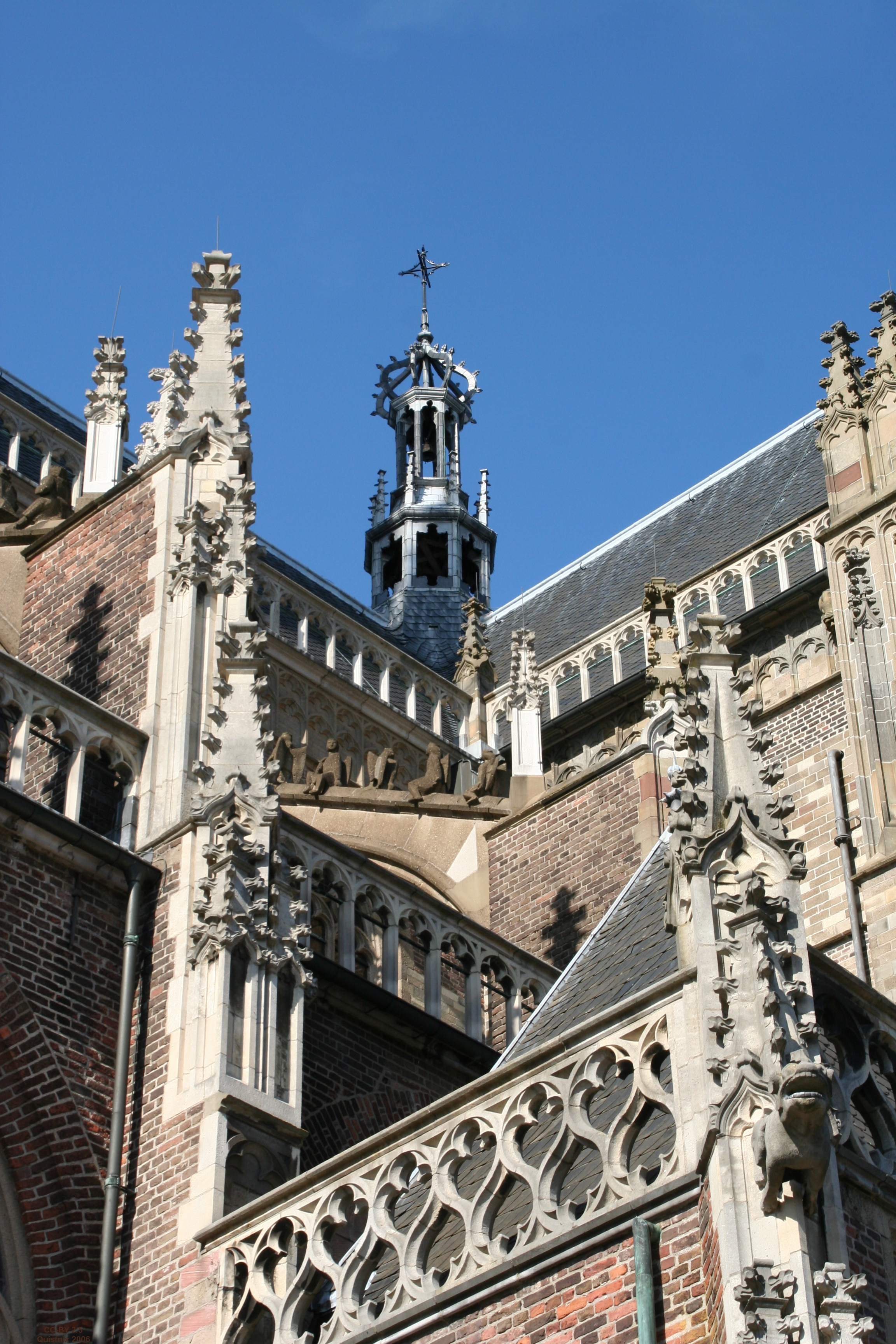
Sint-Eusebiuskerk, Arnhem
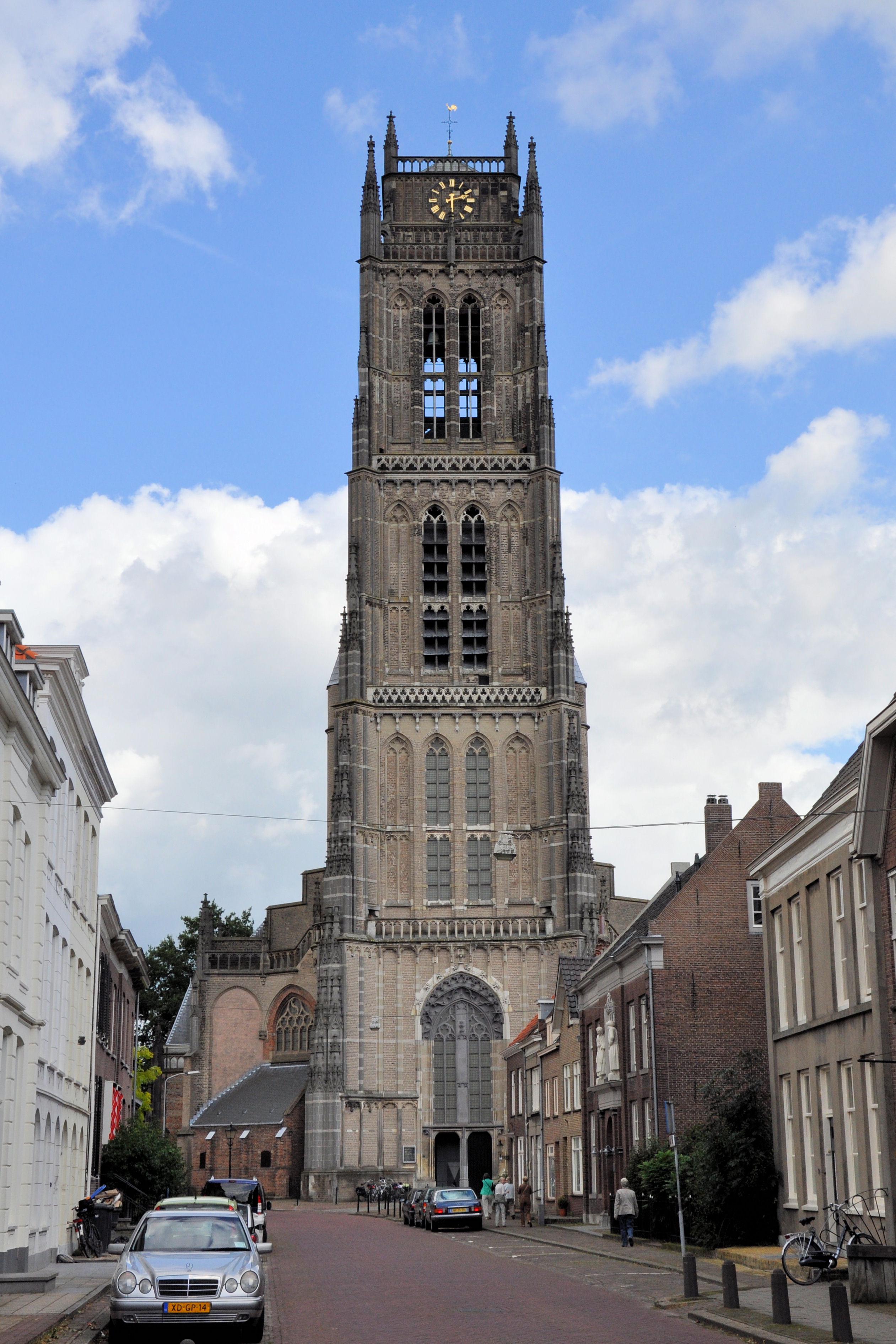
Sint-Maartenskerk, Zaltbommel
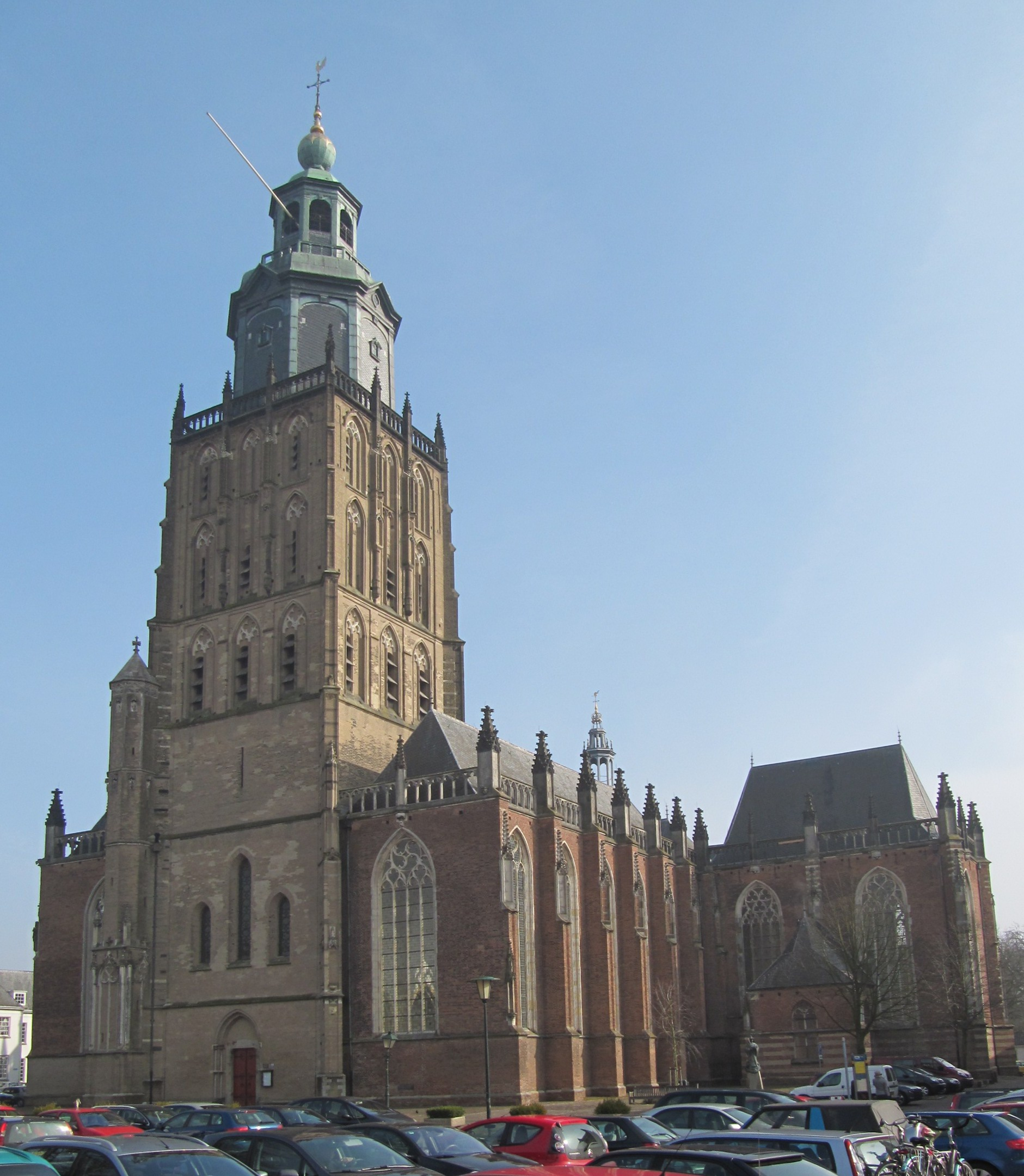
Sint-Walburgiskerk, Zutphen
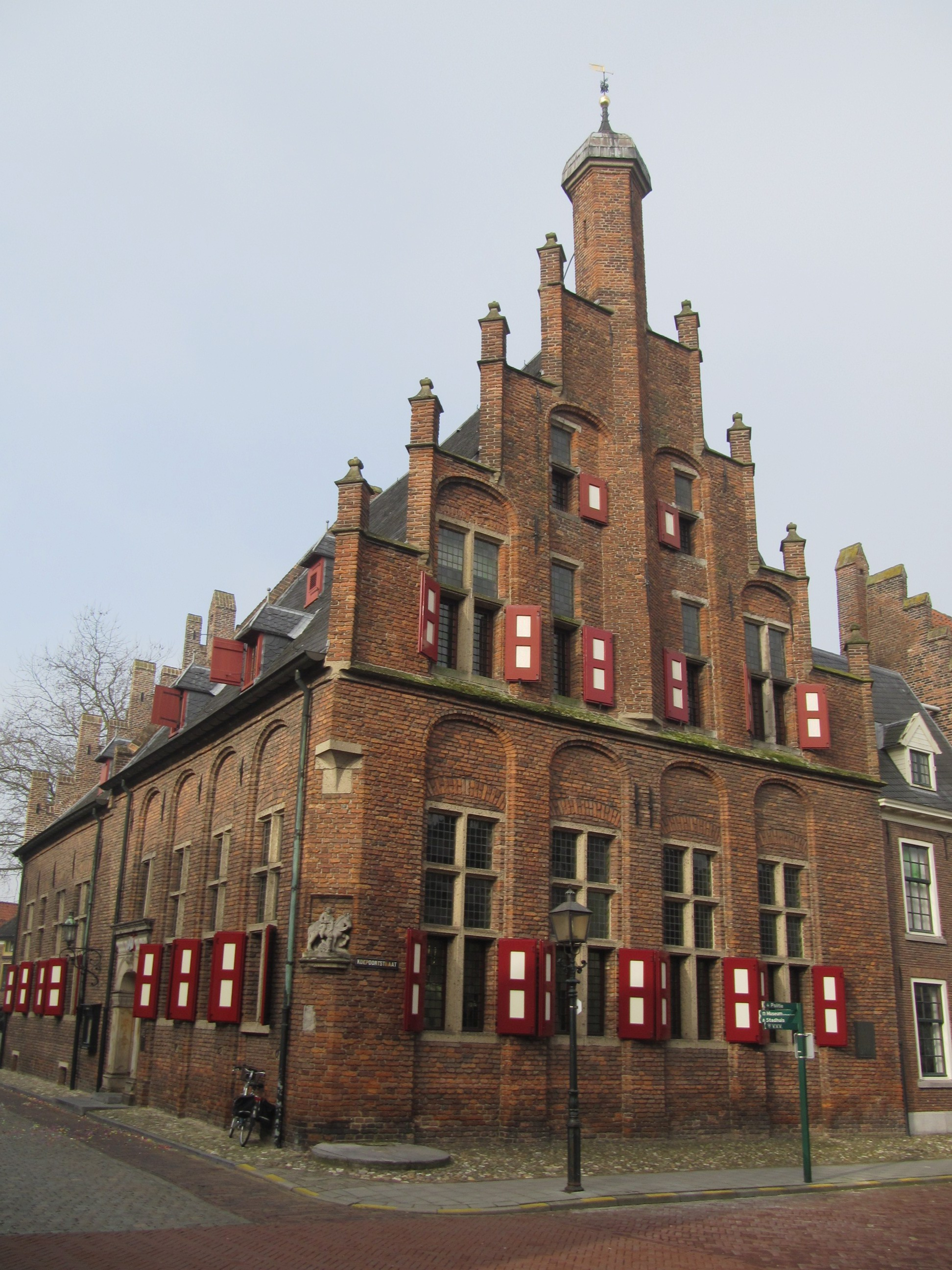
Stadhuis, Doesburg
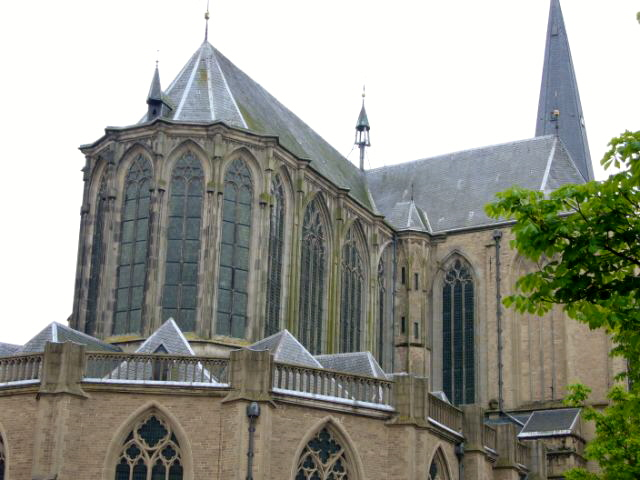
Sint-Nicolaaskerk , Kampen